# Grzybowski (herb szlachecki)

Herb Grzybowski według Juliusza Karola Ostrowskiego

Herb Grzybowski według Herbarza Królestwa Polskiego

Grzybowski – polski herb szlachecki, herb własny rodziny Grzybowskich.

## Opis herbu
Opis z wykorzystaniem klasycznych zasad blazonowania, według ilustracji Tadeusza Gajla, wykonanej za ilustracją z herbarza Juliusza Ostrowskiego:
W polu błękitnym krzyż srebrny, pomiędzy rogami po gwieździe złotej, nad nim półksiężyc barkiem do dołu złoty. Klejnot nieznany. Labry błękitne, podbite srebrem.
Alternatywnie herb ten przedstawiano z gwiazdami na końcach ramion krzyża.

## Najwcześniejsze wzmianki
Kasper Niesiecki w swojej pracy z 1738 roku podaje informację zaczerpniętą ze Stromata Bartosza Paprockiego, że herb Grzybowskich z Bełżewic na Śląsku przedstawiał krzyż prosto stojący, na każdym jego rogu gwiazda o sześć graniach, nad krzyżem księżyc nie pełny, rogami do góry obrócony. Niesiecki nie znał barw herbu.
Piotr Nałęcz-Małachowski w Zbiorze nazwisk szlachty z 1790 roku wymienił herb Grzybowskich pod hasłem Krucini inaczej Krzyż. Opis tożsamy jest z opisem Niesieckiego.
Herb w wersji barwnej pojawia się w Herbarzu rodzin szlacheckich Królestwa Polskiego Pawliszczewa z 1853 roku. Gwiazdy umieszczono tutaj na końcach ramion krzyża. Z notki genealogicznej wynika, że przedstawiciele rodziny mieszkali w XVIII wieku w ziemi zakroczymskiej.
Juliusz Karol Ostrowski w swojej pracy z lat 1897-1906 przytoczył herb powołując się na Paprockiego, Niesieckiego i herbarz Królestwa Polskiego. Inaczej jednak niż w herbarzu Królestwa Polskiego, Ostrowski ukazał gwiazdy pomiędzy ramionami krzyża.
Nieco inny wizerunek herbu Grzybowskich zamieścił Teodor Chrząński w Tablicach odmian herbowych z 1909 roku. U Chrząńskiego pole jest czerwone, a krzyż złoty, z gwiazdą na końcu każdego ramienia. W klejnocie krzyż.
Za Ostrowskim swoją ilustrację stworzył Tadeusz Gajl.

## Herbowni
Jedna rodzina herbownych (herb własny):
- Grzybowski.